# 1979年の全日本ロードレース選手権
1979年の全日本ロードレース選手権 (1979ねん の ぜんにほんロードレースせんしゅけん) は、1979年2月25日の筑波ロードレース大会で開幕し、同年9月9日の第16回日本グランプリロードレース大会（鈴鹿）で閉幕した全9戦による1979年シーズンの全日本ロードレース選手権。
トップカテゴリである国際A級750ccクラスのチャンピオンは水谷勝が獲得した。

## 1979年シーズン
750ccクラスは350ccクラスとの混走で、プライベート参戦ライダーは参戦費用面でTZ750より現実的な価格であるTZ350での参戦者が多くを占めており、大排気量クラスの参戦増加が望まれていた。この年は車両規則が緩和され、鈴鹿で開催される大会限定ではあるが、市販のストリートモデルをもとにした大排気量車両の参戦が認められた。これは前年夏に第1回大会が開催された鈴鹿8時間耐久ロードレースに参戦した車両をそのまま使える点で参加台数の増加を期待したものであった。ただしこのビッグバイククラス（後にカテゴリ名称はスーパー1000やスーパーバイクと呼ばれる）はその大会において賞金と表彰対象であるが、全日本選手権は懸けられていないため混走した750ccクラスの選手権ポイント対象ではない。また、このスーパーバイククラスは全日本との併催だけでなく鈴鹿サンデーロードレース大会でも開催され、モリワキエンジニアリングやホンダワークス（RSC）の参戦で以後裾野を広げていく。
ヤマハの金谷秀夫はワークスマシンYZR750で最終戦日本グランプリ750ccクラスに参戦、その決勝レース中に2分14秒05の新ラップレコードを記録した。同レースでは水谷勝も市販レーサーTZ750で2分15秒33の好タイムを刻み、前年に高井幾次郎がワークス車で出した旧レコード（2'15”25）に匹敵した。
しかし、選手権のクラスとしては350ccクラスと分離されて4シーズン目となった750ccクラスはランキング対象となるMFJ公認車両での参戦台数が揃わず、レース成立となったのが第6戦鈴鹿200マイル大会と最終戦日本GP鈴鹿の2戦のみとなり、シリーズチャンピオン争いは盛り上がりに欠けるものとなった。
その代わりに参戦台数も多く、レースファンや観客を興奮させたのは350ccクラスであった。前年に全勝でチャンピオンとなった石川岩夫に同期の好敵手・木下恵司が挑み、ここに酒井清孝、鈴木修、ジュニアから昇格してきた藤本泰東も速さを持っていた。
125ccでは、シーズン途中の7月にヤマハ・TZ125がMFJ公認車両となり、第7戦菅生大会から江崎正（それまでフォーミュラリブレ/ポイント非対象参戦）、石出和之がTZでホンダ勢とトップを争いポイントを奪い合うなど、クラスの競争が激しくなった。ノービスでは井形マリが第5戦筑波大会125ccで優勝、女性ライダーの全日本ロードレース初勝利を挙げた。

## スケジュールおよび勝者
| Rd.          | 決勝日       | 開催イベント                                  | 750cc 優勝 | 350cc 優勝 | 250cc 優勝 | 125cc 優勝 | S1000 ※            |
| ------------ | ------------ | --------------------------------------------- | ---------- | ---------- | ---------- | ---------- | ------------------ |
| 1            | 2月25日      | 筑波ロードレース大会                          | ―          | 石川岩夫   | ―          | 一ノ瀬憲明 | ―                  |
| 2            | 3月11日      | 鈴鹿 2&4レース大会                            | 河崎裕之‡  | 木下恵司*  | ―          | ―          | 荘利光             |
| 3            | 4月8日       | 筑波2&4レース大会                             |            | 石川岩夫   | ―          | 斎藤三夫   | ―                  |
| 4            | 4月22日      | 鈴鹿ロードレース大会                          |            | ―          | 上田公次‡  | 江崎正‡    |                    |
| 5            | 5月13日      | 筑波ロードレース大会                          | 岩崎勝‡    | 木下恵司*  | ―          | 斎藤三夫   | ―                  |
| 6            | 6月3日       | 鈴鹿200マイル大会                             | 水谷勝     | 鈴木修     | 阿部孝夫‡  | 江崎正‡    | 木山賢悟           |
| 7            | 7月22日      | 菅生ロードレース大会                          | 水谷勝     | 木下恵司*  | ―          | 石出和之   | ―                  |
| 8            | 8月12日      | 筑波ロードレース大会                          |            | 酒井清孝   | ―          | 斎藤三夫   | ―                  |
| 9            | 9月9日       | 第16回 日本グランプリロードレース大会（鈴鹿） | 金谷秀夫‡  | 木下恵司   | ―          | 江崎正     | エキシビジョン開催 |
| チャンピオン | チャンピオン | チャンピオン                                  | 水谷勝     | 木下恵司   |            | 斎藤三夫   | ※非選手権※         |

- ※‡混走のフォーミュラ・リブレ（FL）、全日本選手権ポイントの対象外。
- ※鈴鹿大会で開催のスーパー1000/スーパーバイククラス（750ccクラスで混走）は全日本選手権が懸けられていない。
- *印の勝者はレース総合優勝ではなくクラス優勝者。

## ポイントランキング
| 順位     | 1位 | 2位 | 3位 | 4位 | 5位 | 6位 | 7位 | 8位 | 9位 | 10位 |
| ポイント | 15  | 12  | 10  | 8   | 6   | 5   | 4   | 3   | 2   | 1    |
| -------- | --- | --- | --- | --- | --- | --- | --- | --- | --- | ---- |

- 上位5戦分の獲得ポイント数で争われる有効ポイント制。
- 最終戦・日本GPでは、ボーナスポイントとして入賞者に従来のポイントに加えて3ポイントが与えられる。

### 750cc
| 順位 | No. | ライダー | 使用車両 | 1 TSU | 2 SUZ | 3 TSU | 4 SUZ | 5 TSU | 6 SUZ | 7 SUG | 8 TSU | 9 SUZ | ポイント |
| ---- | --- | -------- | -------- | ----- | ----- | ----- | ----- | ----- | ----- | ----- | ----- | ----- | -------- |
| 1    | 25  | 水谷勝   | ヤマハ   |       |       |       |       |       | 1     |       |       | 2     | 30       |
| 2    | 2   | 金谷秀夫 | ヤマハ   |       |       |       |       |       |       | Ret   |       | 1     | 18       |
| 3    |     | 上野真一 | ヤマハ   |       |       |       |       |       | 3     |       |       | 6     | 18       |
| 4    | 7   | 河崎裕之 | スズキ   |       |       |       |       |       |       |       |       | 3     | 13       |
| 5    |     | 徳野政樹 | カワサキ |       |       |       |       |       | 2     |       |       |       | 12       |
| 6    | 5   | 毛利良一 | ヤマハ   |       |       |       |       |       |       |       |       | 4     | 11       |

### ジュニア区分
| ライセンス | クラス | チャンピオン | マシン         | チーム                         |
| ---------- | ------ | ------------ | -------------- | ------------------------------ |
| ジュニア   | 350cc  | 平忠彦       | ヤマハ・TZ350  | 埼玉イナレーシングクラブ       |
| ジュニア   | 250cc  | 阿部三吉     | ヤマハ・TZ250  | 磐田レーシングファミリー       |
| ジュニア   | 125cc  | 吉村俊宏     | ホンダ・MT125R | ブルーヘルメットMSC            |
| ノービス   | 250cc  | 斉藤光雄     | ヤマハ・TZ250  | 神戸スーパースポーツレーシング |
| ノービス   | 125cc  | 冨田英志     | ホンダ・MT125R | 鈴鹿レーシングチーム           |